# N-acetilneuraminat sintaza
N-acetilneuraminat sintaza (EC 2.5.1.56, (NANA) kondenzujući enzim, N-acetilneuraminat piruvat-lijaza (piruvatna fosforilacija), NeuAc sintaza) je enzim sa sistematskim imenom fosfoenolpiruvat:N-acetil--manozamin C-(1-karboksivinil)transferaza (fosfatna hidroliza, formira 2-karboksi-2-oksoetil). Ovaj enzim katalizuje sledeću hemijsku reakciju
fosfoenolpiruvat + N-acetil--manozamin + H 2O {\displaystyle \rightleftharpoons } fosfat + N-acetilneuraminat

## Literatura
- Nicholas C. Price; Lewis Stevens (1999). Fundamentals of Enzymology: The Cell and Molecular Biology of Catalytic Proteins (Third изд.). USA: Oxford University Press. ISBN 019850229X.
- Eric J. Toone (2006). Advances in Enzymology and Related Areas of Molecular Biology, Protein Evolution (Volume 75 изд.). Wiley-Interscience. ISBN 0471205036.
- Branden C; Tooze J. Introduction to Protein Structure. New York, NY: Garland Publishing. ISBN 0-8153-2305-0.
- Irwin H. Segel. Enzyme Kinetics: Behavior and Analysis of Rapid Equilibrium and Steady-State Enzyme Systems (Book 44 изд.). Wiley Classics Library. ISBN 0471303097.

## Spoljašnje veze
- N-acetylneuraminate+synthase на 